# José Larrauri
José Ramón Martínez Larrauri (født 12. januar 1940 i Bilbao, Spanien) er en spansk tidligere fodboldspiller (forsvarer). Han spillede ni sæsoner hos Athletic Bilbao i sin fødeby og vandt to udgaver af Copa del Rey med klubben.

## Titler
Copa del Generalísimo
- 1969 og 1973 med Athletic Bilbao